# サン・マウロ・フォルテ
サン・マウロ・フォルテ（イタリア語: San Mauro Forte）は、イタリア共和国バジリカータ州マテーラ県にある、人口約1,500人の基礎自治体（コムーネ）。

## 地理

### 位置・広がり

#### 隣接コムーネ
隣接するコムーネは以下の通り。
- アッチェットゥーラ
- クラーコ
- フェッランディーナ
- ガラグーゾ
- オリヴェート・ルカーノ
- サランドラ
- スティリアーノ